# ارتش مردگان (فیلم ۲۰۰۸)
ارتش مردگان (به انگلیسی: Army of the Dead) یک فیلم ترسناک آمریکایی محصول سال ۲۰۰۸ به کارگردانی جوزف کنتگیاکومو، معروف به جوزف کنتی است. محور اصلی این فیلم یک استاد دانشگاه و دانشجویانش در یک مسابقه سرگرم‌کننده در صحرا هستند و آنها قربانی یک نفرین باستانی می‌شوند. در این فیلم راس کلی، استفانی مارکی، میگوئل مارتینز، مایک هتفیلد، ویک باودر، جوسلین تاکر و آدری اندرسون بازی می‌کنند.

## داستان
این فیلم زمانی آغاز می‌شود که چهار قرن پیش، فرانسیسکو واسکس د کورونادو هزار نفر را برای یافتن شهر افسانه‌ای از دست رفته طلا، ال‌دورادو، می‌روند و ناپدید می‌شوند.

## انتشار
این فیلم در ۴ مارس ۲۰۰۸ از طریق دی‌وی‌دی منتشر شد.